# Veículo blindado de combate

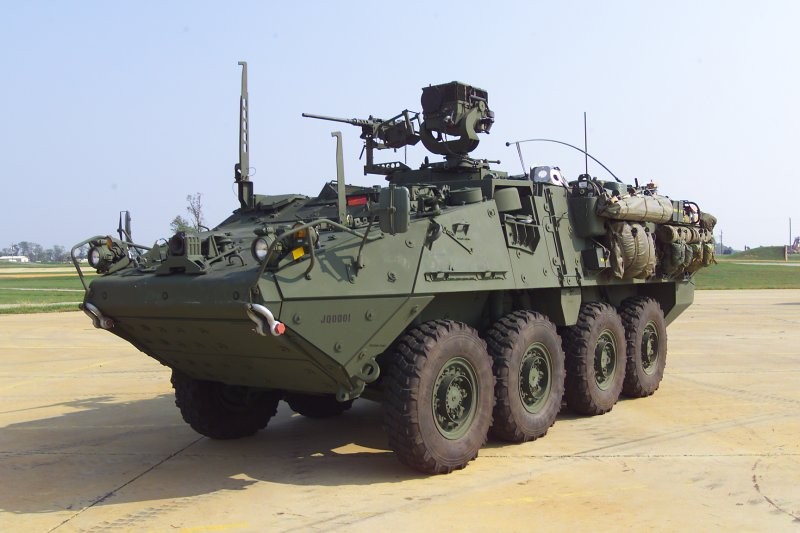
Um veículo blindado de combate M1127 americano.

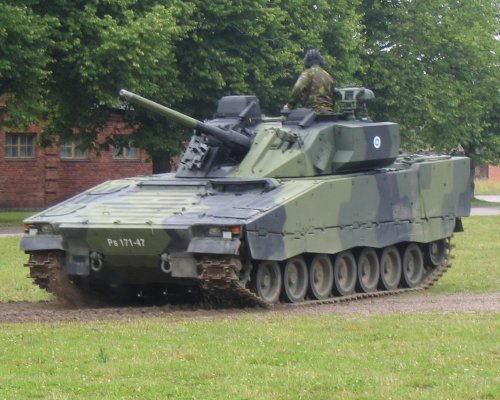
Um Stridsfordon 90 finlandês, de fabricação sueca.

Um veículo blindado de combate é um veículo protegido com blindagem pesada e desenhado de maneira a combinar mobilidade operacional e capacidades de ataque e defesa táctica. Eles surgiram no começo do século XX. Veículos de combate blindados são classificados de acordo com suas características e função pretendida no campo de batalha. As classificações não são absolutas; dois países podem classificar o mesmo veículo de forma diferente e os critérios mudam com o tempo. Por exemplo, os veículos de transporte de pessoal blindados relativamente leves foram amplamente substituídos por veículos de combate de infantaria com armamento muito mais pesado em um papel semelhante.